# 結婚闘魂行進曲「マブダチ」
「結婚闘魂行進曲「マブダチ」」（けっこんとうこんこうしんきょく・マブダチ）は、氣志團の通算6枚目のシングル。
タイトル通り結婚する友人を祝うウェディングソングとなっており、イントロはメンデルスゾーン「結婚行進曲」の引用である。PVは茨城県水戸市にある結婚式場「アーククラブ迎賓館」で撮影された。
CDジャケットにはAV女優の若瀬千夏が出演していたことで話題になった。

## 収録曲
1. 結婚闘魂行進曲「マブダチ」 
  - 作詞・作曲：綾小路翔
2. TEENAGE PIRATE
  - 作詞：綾小路翔/作曲：西園寺瞳
3. メイド・イン・ザ・ワールド
  - 作詞：綾小路翔/作曲：星グランマニエ
4. 結婚闘魂行進曲「マブダチ」〜2次会・KOTOBUKI version〜
  - 作詞・作曲：綾小路翔
5. 結婚闘魂行進曲「マブダチ」〜披露宴・KARAOKE version〜
  - 作曲：綾小路翔